# 屈胜
屈胜（1968年—），湖南张家界人，汉族，中华人民共和国政治人物、第十二届全国人民代表大会湖南地区代表。

## 生平
2005年5月加入中国共产党。2013年，担任全国人大代表。2018年2月24日，当选为第十三届全国人大代表。